# 오티강

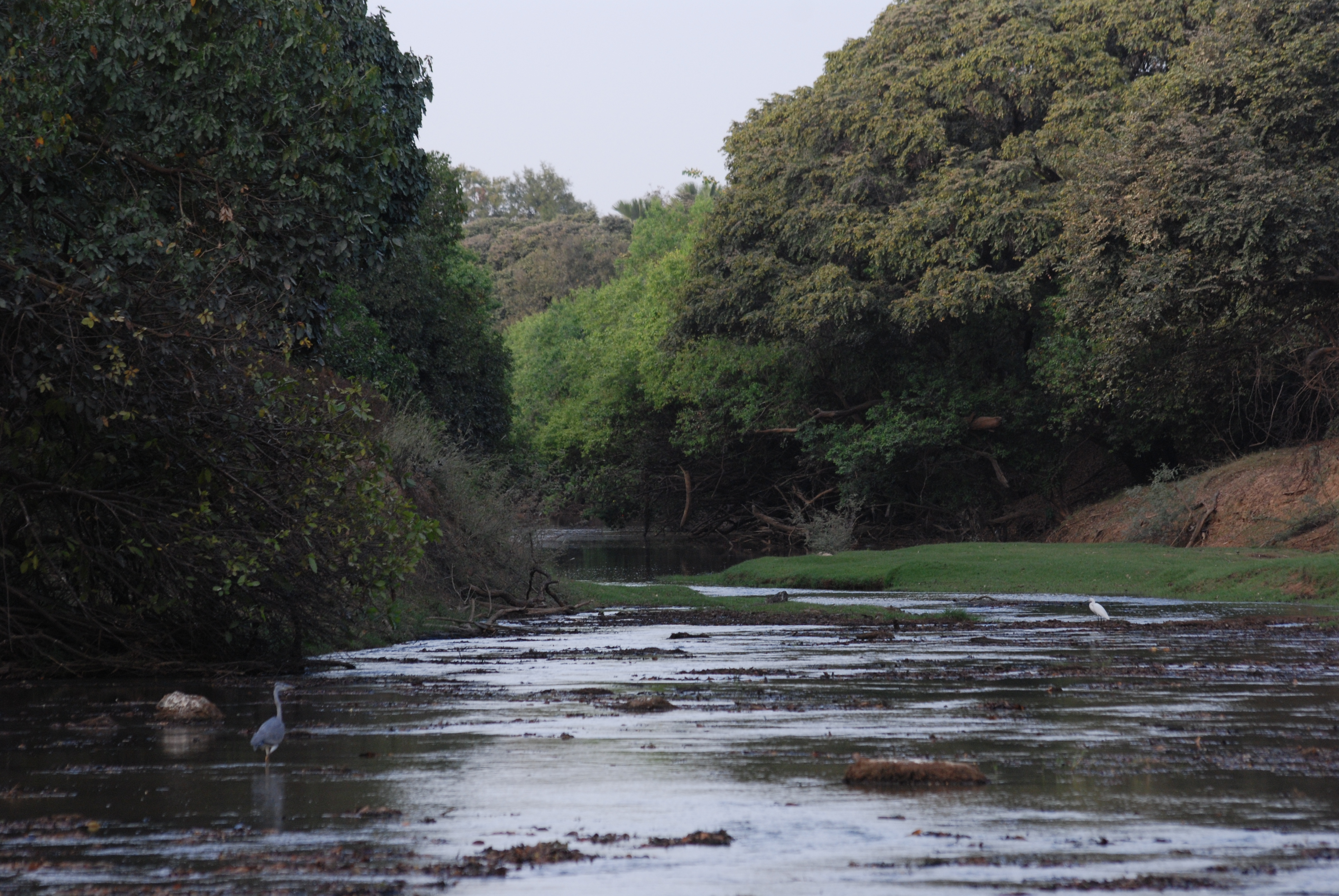

오티강(Oti River)은 서아프리카의 강이다. 부르키나파소에서 발원을 한 다음 베냉~토고~가나를 지나서 볼타호로 흘러 들어간다.